# Ермаковский сельский совет (Крым)
Ермаковский сельский совет (укр. Єрмаківська сільська рада, крымскотат. Totay köy şurası) — согласно законодательству Украины — административно-территориальная единица в Джанкойском районе Автономной Республики Крым, расположенная в северной части Джанкойского района, в степной зоне полуострова, на южном побережье Сиваша.
Население по переписи 2001 года — 3102 человека, площадь 110 км², из которых 36 км² — воды Сиваша.
К 2014 году в состав сельсовета входило 7 сёл:

| - Ермаково - Ветвистое - Копани - Островское | - Придорожное - Солёное Озеро - Столбовое |

## История
Ермаковский сельский совет был образован 1 апреля 1977 года, выделением сёл из Медведевского. Кроме современных, в состав совета входило упразднённое к 1985 году село Победа. С 12 февраля 1991 года сельсовет в восстановленной Крымской АССР, 26 февраля 1992 года переименованной в Автономную Республику Крым. С 21 марта 2014 года в составе Крыма аннексирован Россией. Законом «Об установлении границ муниципальных образований и статусе муниципальных образований в Республике Крым» от 4 июня 2014 года территория административной единицы была объявлена муниципальным образованием со статусом сельского поселения.